# Federatie van Vlaamse Socialistische en Sociaal-progressieve Toneelverenigingen
Federatie van Vlaamse Socialistische en Sociaal-progressieve Toneelverenigingen (FVST) was een Belgische federatie voor amateurtheatervereniging.

## Historiek
De voorloper van de FVST werd in 1900 opgericht als coördinerend orgaan voor de socialistische toneelgezelschappen. In 1906 waren er 21 kringen aangesloten, waaronder de Multatulikring uit Gent. De federatie ondersteunde startende en reeds actieve toneelverenigingen en had als missie  via toneel de culturele ontvoogding van de arbeiders realiseren. Na de Tweede Wereldoorlog maakte het FVST deel uit van de Centrale voor Arbeidersppvoeding (CAO) en diens opvolger (1968) de Centrale voor Socialistisch Cultuurbeleid (CSC). In 1963 telde de organisatie 50 aangesloten kringen, in 1977 was dit aantal gehalveerd.
In de jaren 60 werden tevens de eerste stappen genomen om tot een samenwerkingsverband in de vorm van een interfederatie te komen tussen de FVST, het Nationaal Vlaams Kristelijk Toneelverbond (NVKT) en het Koninklijk Nationaal Toneelverbond (KNTV). Hiertoe werd op 26 november 1963 het Memorandum van de Vlaamse toneelverbonden opgesteld t.a.v. de 'tijdelijke subcommissie voor amateurtoneel' bij de 'Hoge Raad voor Volksopleiding'. Op  30 september 1967 werd vervolgens het Interfederaal Centrum Vlaams Amateurtoneel (IVCA) opgericht met als doel de  culturele, artistieke, administratieve en materiële belangen van het Vlaams Amateurtoneel te behartigen. Elk van de drie partners bleef evenwel op zowel regionaal als nationaal niveau volledig onafhankelijk.
In 2000 fuseerde de FVST met het NVKT, het KNTV, de Federatie voor Amateurkunsten en Kreativiteit (FAKREA) en het Vlaams Verbond voor Poppenspel (VVP) tot Opendoek Amateurtheater Vlaanderen. De laatste voorzitter van de FVST was Achilles Gautier.
De organisatie gaf van 1960 tot 1963 en opnieuw van 1982 tot 2001 het tijdschrift Gong uit.